# حزب کمونیست

نشان حزب کمونیست چین

حزب کمونیست یک حزب سیاسی است که از راه موقعیت سیاسی که بدست می‌آورد خود را ملزم به اجرای اصول اقتصادی و اجتماعی کمونیسم می‌داند. این نام نخستین بار در عنوان مقالهٔ مانیفست حزب کمونیست از سوی کارل مارکس و فریدریش انگلس بدست آمد. به عنوان حزبی که قدرت را بدست گرفته آنها در قالب دیکتاتوری پرولتاریا اصول خود را اعمال می‌کنند. ایدهٔ حزب کمونیست به شدت از نوشته‌های ولادیمیر لنین در دو دههٔ نخست سدهٔ بیستم میلادی تأثیر گرفته‌است. هنگامی که سوسیال دموکراسی روسیه به دو شاخهٔ بلشویک (به معنی گروه اکثریت) و منشویسم (گروه اقلیت) تقسیم شد. لنین خود رهبر بلشویک بود. حزب بلشویک که کم‌کم به حزب کمونیست اتحاد شوروی تبدیل شد پس انقلاب اکتبر ۱۹۱۷ قدرت را بدست گرفت و روسیه (سفید ها مخالفان بلوشیک) شکست خوردند. با تشکیل کمینترن، اصول حزب کمونیست جهانی شد. در کمینترن، تک تک اعضای حزب باید خود را کمونیست می‌نامیدند. بعدها به آنها لنینیست و پس از آن حزب مارکسیست-لنینیست گفته شد. دکترین لنینیسم توسط جوزف استالین در کتابی به نام مسائل لنینیسم در ۱۹۲۴ منتشر شد.
حزب کمونیست چین بزرگ‌ترین حزب سیاسی در جهان است و بیش از ۹۵ میلیون عضو دارد.
حزب کمونیست در کشورهای بدون حزب و کشورهای استونی، اندونزی، ایران، لتونی، لیتوانی، میانمار، لهستان، رومانی، کره جنوبی، اوکراین، گرجستان، مجارستان غیرقانونی است.